# 法石真武庙
24°52′57″N 118°37′00″E / 24.88250°N 118.61667°E
法石真武庙位于中国福建省泉州市丰泽区临海街道法石社区，2006年作为泉州港古建筑的一部分被列为第六批全国重点文物保护单位。
真武庙又称上帝公宫，祀玄天上帝，坐落于古泉州港边的小山丘（名为武当山）上，始建于宋代。庙坐东朝西，主要建筑有山门、拜亭、真武殿。山门为四柱三间三层牌楼，门左侧有古井一口，名为“三蟹龙泉”，凿于明万历十四年（1586年）。进门后有22级石阶，尽头有巨石，石上有有明嘉靖十二年（1533年）晋江知县韩岳立“吞海”石碑一通。石旁为拜亭，亭重修于清同治九年（1870年），重檐攒尖顶，下檐四角，上檐八角，内饰藻井。真武殿占地780平方米，重建于清道光二十二年（1842年），1985年重修木构架，面阔进深各五间，穿斗式木构架，单檐歇山顶。
南宋景炎元年（元至元十三年）十一月（1276年12月7日—1277年1月5日），宋端宗在逃亡至泉州时，驻跸于此。
- 武当山
- 山门
- 拜亭和“吞海”石碑
- 真武殿
- 真武殿
- 真武殿南侧面

## 接驳交通
- 公交站

真武庙站：1路、14路、21路、旅游1路、旅游3路、K501路、K503路、K510路、K606路
真武庙停车场站：爱美蟳埔号专线
- 公共自行车：交发智慧出行真武庙站